# Ebenezer Ofori
Ebenezer Ofori, född 1 juli 1995 i Kumasi, är en ghanansk fotbollsspelare som spelar för litauisk Žalgiris.

## Klubbkarriär
I juli 2013 värvades Ofori av AIK från New Edubiase. Han skrev på ett 3,5-årskontrakt med klubben. Debuten för AIK skedde den 22 augusti 2013 då laget mötte Sandvikens AIK i Svenska cupen. Oforis första mål för AIK gjorde han den 26 oktober 2014 i en allsvensk hemmamatch mot Åtvidabergs FF. Den 6 februari 2015 fick Ofori förlängt kontrakt med 12 månader av AIK.
I januari 2017 värvades Ofori av VfB Stuttgart. I februari 2018 lånades Ofori ut till amerikanska New York City FC på ett låneavtal över säsongen 2018. I januari 2019 förlängdes lånet över säsongen 2019.
Den 9 januari 2020 återvände Ofori till AIK, där han skrev på ett fyraårskontrakt. I januari 2022 lånades Ofori ut till danska Vejle på ett låneavtal fram till sommaren.

## Landslagskarriär
Ebenezer Ofori var med i Ghanas trupp vid U20-VM 2013 i Turkiet, där Ghana åkte ut i semifinalen.